# Дейр-Мар-Марун
Дейр-Мар-Марун (англ. Deir-Mar Maroun — «монастырь святого Марона») — 90-метровая трёхуровневая скала в долине реки Эль-Аси (Оронт), в которой в IV веке н. э. в гроте поселился и жил до конца своих дней святой Марон, основатель Маронитской церкви. Здесь же, как считается, находили временное убежище и его последователи. Находится на территории Ливана.
К XIX веку грот, в котором поселился святой Марон, оказался заброшен. Считающайся исторической ценностью монастырь в Дейр-Мар-Маруне, несмотря на различные споры, в настоящее время реставрируется благодаря усилиям маронитской общины.